# Glacidorboidea
De Glacidorboidea is een superfamilie van in zoetwater levende slakken en bestaat uit circa 20 soorten.

## Taxonomie
De superfamilie bestaat uit slechts één familie:
- Glacidorbidae